# Phalloniscus barbouri
Phalloniscus barbouri is een pissebed uit de familie Dubioniscidae. De wetenschappelijke naam van de soort is voor het eerst geldig gepubliceerd in 1926 door Van Name.